# Skepparslöv
Skepparslöv is een plaats in de gemeente Kristianstad in het landschap Skåne en de provincie Skåne län in Zweden. De plaats heeft een inwoneraantal van 145 (2005) en een oppervlakte van 28 hectare. Er zijn een school en een kerk in het dorp, ook is er een golfbaan te vinden. De plaats wordt omsloten door landbouwgrond, maar vlak bij de plaats en dan vooral ten westen van de plaats ligt ook bos.